# Diribe Hunde
Diribe Hunde (ook wel geschreven als Derebe Hundie (1984) is een Ethiopische langeafstandsloopster, die is gespecialiseerd in de marathon.
De uit de provincie Oromiyaa stammende atlete werd in 2003 derde op de marathon van Reims in een persoonlijk record van 2:37.40. In 2004 behaalde ze een vierde plaats op de marathon van Athene.
Haar beste prestatie behaalde ze in 2005 met het winnen van de marathon van Dubai in 2:39.08. Een jaar later nam ze weer deel aan deze wedstrijd, maar werd rond het 31 kilometerpunt samen met twee andere atletes de verkeerde kant opgestuurd. Ze liep een omweg van meerdere kilometers, waarbij ze door de concurrentie werd ingehaald, en bereikte uiteindelijk als zesde de finish.

## Persoonlijke records
| Onderdeel | Prestatie | Datum           | Plaats |
| --------- | --------- | --------------- | ------ |
| marathon  | 2:37.40   | 26 oktober 2003 | Reims  |

## Palmares

### marathon
- 2001:  marathon van Addis Ababa - 2:55.50
- 2002: 11e marathon van Parijs - 2:40.53
- 2003:  marathon van Padova - 2:41.46,0
- 2003:  marathon van Reims - 2:37.38
- 2004: 4e marathon van Athene - 2:41.59
- 2005:  Marathon van Dubai - 2:39.08
- 2006: 6e Marathon van Dubai - 3:12.40
- 2009: 11e marathon van Baltimore - 2:49.53
- 2009:  marathon van Manchester - 2:55.17
- 2011: 8e marathon van Pittsburgh - 2:45.39
- 2013: 7e marathon van Wuzhong - 2:47.02